# 종신독재관
종신 독재관(dictator perpetua)은 로마 공화정의 관직으로, 본래 독재관은 상설직이 아닌 기간제 임시직으로 임기 6개월에서 1년이었다. 기원전 202년 이후로 독재관에 아무도 임명되지 않았고 사실상 폐지되었지만, 기원전 82년 루키우스 코르넬리우스 술라가 비상 사태를 이유로 무기한 임기의 독재관에 취임한 것에서 독재관직이 부활하였다. 코르넬리우스 술라는 자신의 개혁이 원로원에서 통과, 시행되는 것을 보고 기원전 80년에 독재관직을 물러났으며, 기원전 46년에 내전에서 승리한 율리우스 카이사르가 임기 10년의 독재관에 스스로 취임한 뒤, 기원전 44년 2월 15일 종신독재관에 취임하였다. 독재관은 이제 상설직이 되었고 평시 공화정의 최고위직이었던 집정관은 독재관을 보좌하는 부독재관같은 직책으로 변했다. 결국 그가 이 관직에 취임하면서 공화정은 붕괴되었으며 군주나 다름없는 막강한 권한을 가짐으로써 사실상 제정이 시작되었다. 그러나 율리우스 카이사르는 기원전 44년 3월 15일 왕이 되려 한다는 이유로 보수파의 원로원 의원들에게 암살되었다. 이후, 내전에서 승리한 카이사르의 후계자, 옥타비아누스에 의해 프린켑스(제일인자)로 대체되었다.

## 같이 보기
- 독재관
- 율리우스 카이사르
- 루키우스 코르넬리우스 술라
- 집정관